# Christina Gustavson
Anna Elsa Christina Qanita Sadiqa Gustavson, född 1944 i Tranemo, är en svensk författare och läkare.
Gustavsons ljudboksserie Brännpunkt Västergötland som utspelar sig i Tranemo ges ut av förlaget Lind & Co. Hon har även skrivit böcker om psykopater.
Gustavson är i grunden rättspsykiater och har även forskat och disputerade år 2010 med en avhandling om risk och prediktion (förutsägande) av allvarlig våldsbrottslighet.
Gustavson driver Joelsgården förlag.

### Brännpunkt Västergötland
- Mördande Lögner, Lind & Co, 2018. ISBN 978-91-7779-317-5[9]
- Mörkrets Makt, Lind & Co, 2018. ISBN 978-91-7779-865-1[10]
- Mörkrets Offer, Lind & Co, 2019. ISBN 978-91-7861-778-4[11]
- Mördande Avsikt, Lind & Co, 2020. ISBN 978-91-7903-091-9[12]
- Mördande Jakt, Saga Egmont, 2020

### Brott i din närhet
- En fingervisning om mord, Joelsgården Förlag, 2015.[13]
- En chans i livet, Joelsgården Förlag, 2018[14]
- Nigeriabrevet, Joelsgården Förlag, 2019[15]

### Lone Wolf Crime
- Mördande dofter, Joelsgården Förlag, 2017[16]

### Du kan hjälpa någon
- Om någon du känner har en depression. En bok för anhöriga, vänner och drabbade, Joelsgården Förlag, 2017
- Tänk om jag är knäpp?! Om någon du känner har ångest, fobier eller tvångstankar. En bok för anhöriga, vänner och drabbade, Joelsgården Förlag, 2017
- Hjälp – han är psykopat! Psykopaterna i din närhet. En bok för anhöriga, vänner och drabbade, Joelsgården Förlag, 2018[17]

### Jag vill skriva
- Ja, jag vill skriva, Joelsgården Förlag, 2017
- Äntligen! Nu skriver jag, Joelsgården Förlag, 2018
- Från skrivtorka till flow, skriven tillsammans med Petronella Simonsbacka, Joelsgården Förlag, 2020

### Fristående romaner
- En aning övermogen, Saga Egmont, 2019
- Livet så nära, Saga Egmont, 2020
- Bättre än ingen, Saga Egmont, 2020